# 聖母の聖ベルナルドゥスへの顕現 (フラ・バルトロメオ)
『聖母の聖ベルナルドゥスへの顕現』（せいぼのせいベルナルドゥスへのけんげん、伊: Apparizione della Vergine a san Bernardo、英: Apparition of the Virgin to St Bernard）は、イタリア・ルネサンスの画家フラ・バルトロメオが1504-1507年に板上に油彩で制作した絵画である。1498年のジローラモ・サヴォナローラの死以降、絵画制作を放棄していたフラ・バルトロメオが数年ぶりに取り組んだ作品である。主題は、聖母マリアがクレルヴォーの聖ベルナルドゥスの前に顕現したという幻視である。作品はフィレンツェのウフィツィ美術館に所蔵されている。 

## 歴史
フラ・バルトロメオがドミニコ会士になる誓いを立ててから4年後の1504年、彼が居住していたサン・マルコ修道院 (現在は美術館) の修道院長は、彼が4年の間、携わらなかった絵画制作にふたたび取り掛かるように提案した。画家は彼の提案を受け入れ、絵画制作の目的のために修道院内に小さなアトリエを構えた。そして、1504年11月18日に、ベルナルド・デル・ビアンコ (Bernardo Del Bianco)  からバディア・フィオレンティーナ修道院教会の祭壇画用の最初の作品の依頼を受けた。フラ・バルトロメオは以降数年間、作品の制作に携わり、1507年に完成した作品が教会に送られて、デル・ビアンコにより制作費の残額を支払われた。作品は、教会内にベネデット・ダ・ロヴェッザーノによって特別に創設されたデル・ビアンコ家礼拝堂に設置された。
1627年、礼拝堂が破壊された際、祭壇画は聖具室に移された。作品はナポレオンに没収されるまで教会に残留していたが、1810年にフィレンツェの教会と修道院のすべての主要な作品と同様、新たに創設されたアカデミア美術館に移された。1945年に、フィレンツェの国家所有コレクションの再配分により、本作はウフィツィ美術館に割り当てられた。
なお、今日、バディア・フィオレンティーナ修道院教会には、フィリッピーノ・リッピによる同主題の別の傑作『聖母の聖ベルナルドゥスへの顕現』が所蔵されている。

## 作品

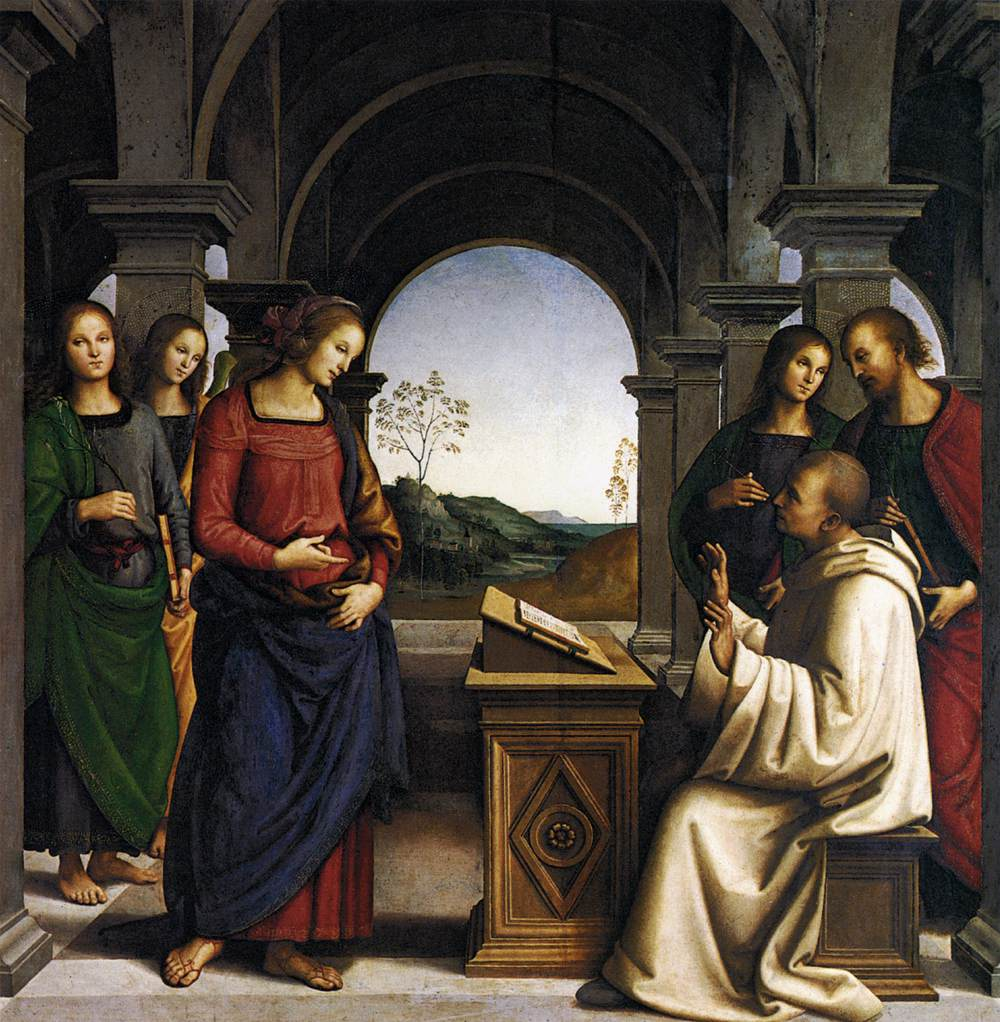
ピエトロ・ペルジーノ『聖母の聖ベルナルドゥスへの顕現』 (1488-1489年) アルテ・ピナコテーク、ミュンヘン

サヴォナローラの死による深い精神的危機のため、絵画制作を止めていた画家が新たに制作した本作は、強い神秘的感覚を示している。図像的に、画家はペルジーノによる同様の『聖母の聖ベルナルドゥスへの顕現』 (アルテ・ピナコテーク、ミュンヘン) を参考にしており、聖ベルナルドゥスの姿勢、彼の白い衣服、瞑想的態度などはペルジーノの作品に由来する。しかしながら、ペルジーノの作品がロッジアに設定されているのに対し、フラ・バルトロメオの作品は屋外に設定されている。聖母マリアと幼子イエス・キリストは天使の群像の上に載って、左から右へと移動し、聖ベルナルドゥスの前で停止しているが、この画面左側半分はペルジーノの作品より複雑なものとなっている。一方、右側には2人の聖人、聖ベネディクトと聖バルナバがおり、聖ベルナルドゥスとともに群像を形成して、画面左側と均衡を取っている。
背景には町の見える風景があり、右側の崖の上にはアッシジの聖フランチェスコが聖痕を受けている場面が見える。これは、ベネディクト会、ドミニコ会、フランシスコ会という異なった修道会派の間の親交を強調するためのものである。構図下部中央にある本の手前の「磔刑」を描いた小さな板絵は、フラ・アンジェリコの『サン・マルコ祭壇画』 (サン・マルコ美術館) から採られた礼拝のためのモティーフである。
人物の顔の色は豊潤で華やかである一方、構図はマニエリスム絵画の発展を予兆しているようにみえる。実際、人物の動きは緩慢なものになっているようであり、身振りや容貌は大仰になっている。半面、天使たちの頭部の鋭角的な人相は、ピエロ・ディ・コジモの気まぐれな様式から引用していることを示している。また、非常に明るい色彩的効果は、ずっと以前の時期のロレンツォ・モナコやフラ・アンジェリコの作品を想起させる。
奇跡的な出来事が日常生活の中に描かれて、普通の出来事になっているようにみえ、ミケランジェロに触発された堂々とした人体表現によってのみ強調されている。